# Vino de la Tierra

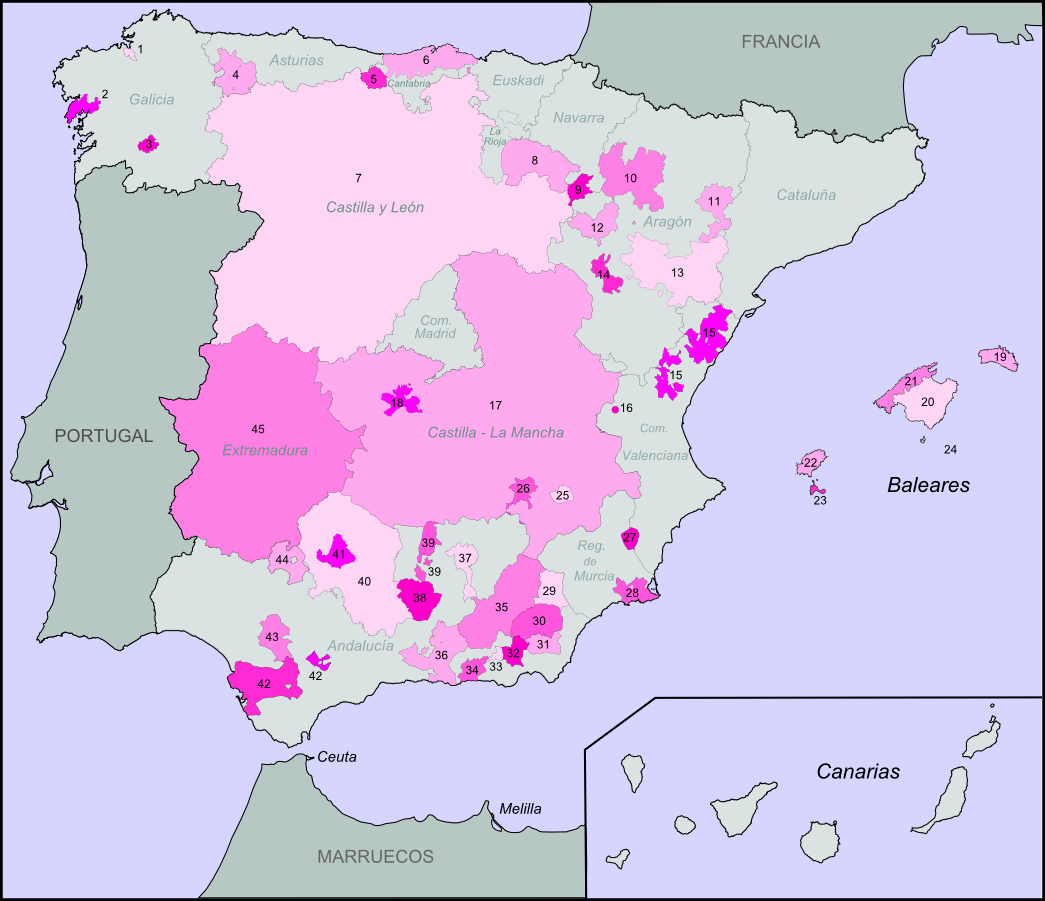
Die Verteilung der Vino de la Tierra in Spanien

Vino de la Tierra (kurz VdlT) ist ein spanischer Wein aus einer begrenzten Region, der keinen D.O.-Status hat, aber einen identifizierbaren regionalen Charakter aufweist. Mindestens 60 % des Weines muss aus der genannten Region stammen. Diese Kategorie entspricht etwa dem französischen Vin de Pays.
Aktuell gibt es in Spanien folgende VdlT:
1. Betanzos
2. Barbanza e Iria
3. Val do Miño-Ourense (Valle del Miño-Orense)
4. Cangas
5. Liébana
6. Costa de Cantabria
7. Castilla y León
8. Valles de Sadacia
9. Ribera del Queiles
10. Ribera del Gállego-Cinco Villas
11. Valle del Cinca
12. Valdejalón
13. Bajo Aragón
14. Ribera del Jiloca
15. Castelló
16. El Terrerazo
17. Castilla (umfasst die komplette Region Kastilien-La Mancha)
18. Gálvez
19. Illa de Menorca
20. Mallorca
21. Serra de Tramuntana-Costa Nord
22. Eivissa (Ibiza)
23. Formentera
24. Illas Balears (Nicht graphisch dargestellt, umfasst die Balearen)
25. Pozohondo
26. Sierra de Alcaraz
27. Abanilla
28. Campo de Cartagena
29. Norte de Almería
30. Sierras de Las Estancias y Los Filabres
31. Desierto de Almería
32. Ribera del Andarax
33. Laujar-Alpujarra
34. Contraviesa-Alpujarra
35. Norte de Granada
36. Suroeste de Granada
37. Torreperogil
38. Sierra Sur de Jaén
39. Bailén
40. Córdoba (inklusive der Region Villaviciosa de Córdoba)
41. Villaviciosa de Córdoba
42. Cádiz
43. Los Palacios
44. Sierra Norte de Sevilla
45. Extremadura
46. Viñedos de España (graphisch nicht dargestellt; umfasst Navarra, Aragón, Katalonien, die Balearen, das Gebiet bei Valencia, Kastilien-La Mancha, das Gebiet bei Madrid, Extremadura, das Gebiet bei Murcia, Andalusien sowie die kanarischen Inseln)